# Halectinosoma islandicum
Halectinosoma islandicum is een eenoogkreeftjessoort uit de familie van de Ectinosomatidae. De wetenschappelijke naam van de soort is voor het eerst geldig gepubliceerd in 2007 door Apostolov.